# 血の池公園

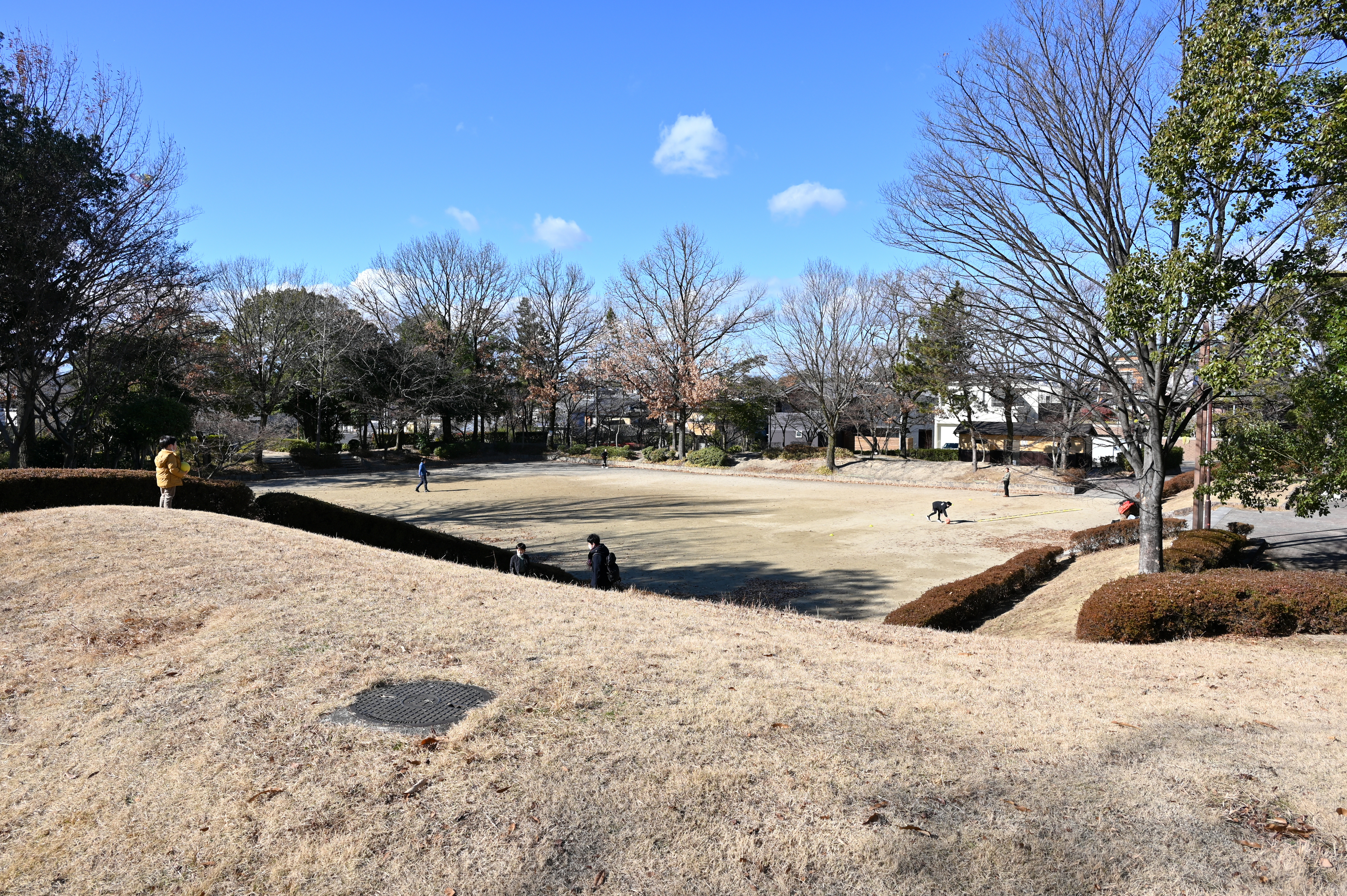
血の池公園

血の池公園（ちのいけこうえん）は、愛知県長久手市城屋敷にある公園。

## 概要
小牧・長久手の戦いのとき、徳川家康方の家臣渡辺守綱らが血のついた槍や刀を洗った池があった。この池には「毎年、合戦のあった4月9日に池の水が赤くなる。」という伝説が残り、「血の池」と呼ばれていた。
この池を埋め立て、整備されたのが、「血の池公園」である。かつての「血の池」が名称の由来。現在、池はなく、住民の憩いの場になっている。公園の奥には、「血の池」で武器の洗い物をするときに、武将が鎧を掛けたといわれる「鎧掛けの松」があったという。

## 周辺
- 古戦場公園
- 愛知高速交通東部丘陵線（リニモ） 杁ヶ池公園駅
- アオキスーパー長久手店
- アピタ長久手店
- イオンモール長久手
- 古戦場通り[注釈 1]
- 愛知県道60号名古屋長久手線
- 愛知県道6号力石名古屋線（グリーンロード）